# 御宿町
御宿町（おんじゅくまち）は、千葉県の南部に位置し、夷隅郡に属する町。
海岸部は南房総国定公園に指定されている。日本三大海女地帯の一つ。童謡「月の沙漠」発祥の地としても知られる。

## 地理

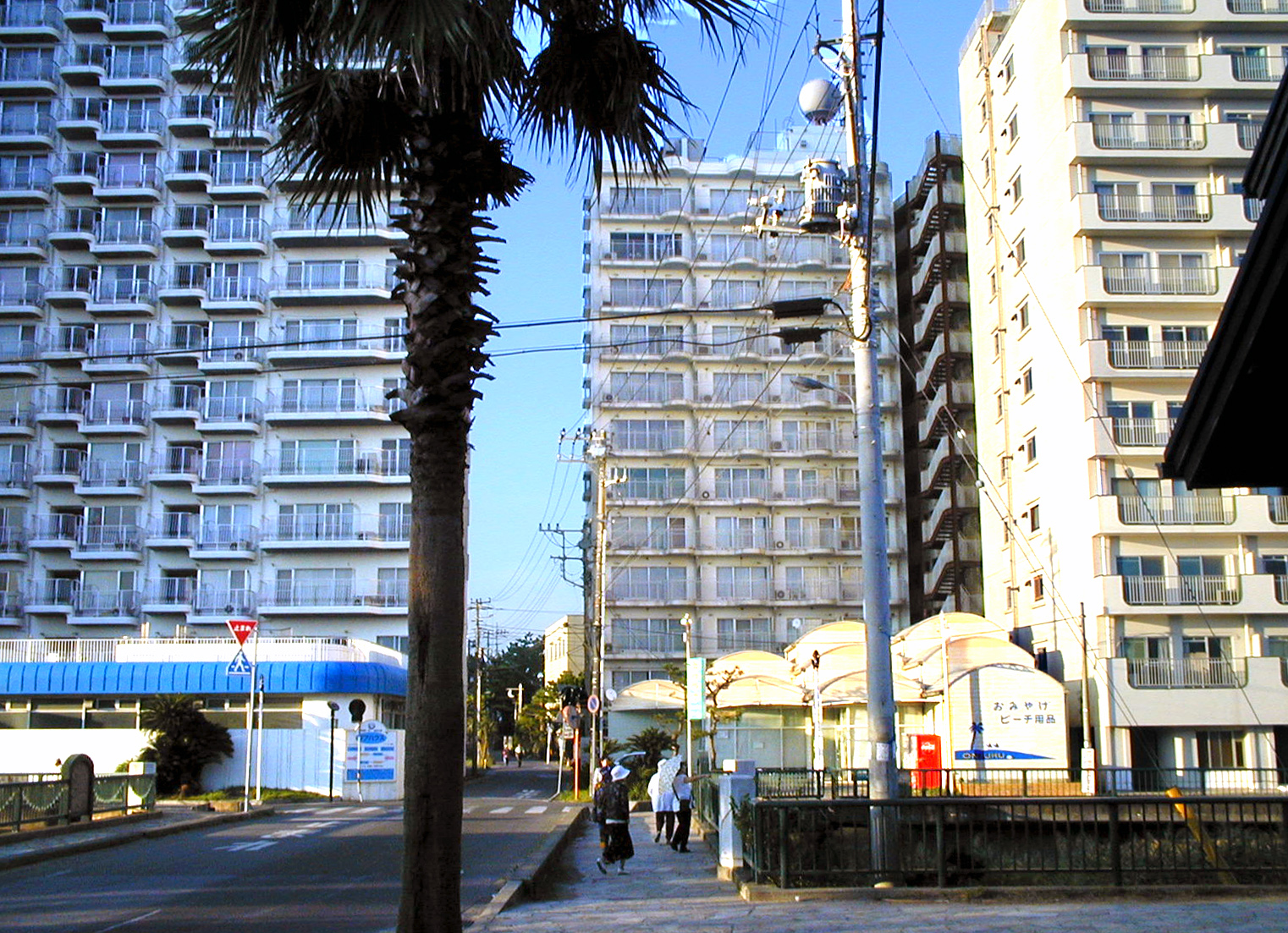
御宿海岸沿いの景観

千葉県南東部に位置し、県庁所在地である千葉市から約50キロメートルの距離である。東京都の都心から70 - 80キロメートル圏内である。なお、東京都（特に東京国際空港（羽田空港）や神奈川県からは東京湾アクアラインもしくは東京湾フェリーを利用した場合が移動距離の短縮となる。通勤率は、いすみ市へ13.8%、勝浦市へ10.8%（いずれも平成22年国勢調査）。
太平洋（外房）に面している。海岸沿いにはリゾートマンションなどが建っており、レジャー施設などもある。
今後発生が予測される南海トラフ巨大地震の際には、最大6mの津波が到達することが予想されている。関東平野に含まれる。御宿駅より500mほど内陸に、南房総・御宿西武グリーンタウン(御宿台)という西武不動産によって作られたニュータウンがある。ニュータウン内には消防署があり、大通り沿いは商業用の土地があり今は二軒ほど建物が建っている。町役場が比較的近くにある。内陸部には房総丘陵の丘陵地や100メートルほどの山間部が広がる。房総半島中央部東端に位置する。

### 隣接する自治体
- いすみ市
- 勝浦市

### 地区
- 浜（はま）
- 須賀（すか）
- 御宿台（おんじゅくだい）
- 久保（くぼ）
- 新町（しんまち）
- 六軒町（ろっけんまち）
- 岩和田（いわわだ）
- 高山田（たかやまだ）
- 下布施（しもふせ）
- 上布施（かみふせ）
- 実谷（じっこく）
- 七本（ななもと）

## 歴史

### 地名の由来
「御宿」という名称については、鎌倉時代に北条時頼が諸国行脚のおり当地を訪れ、風光明媚な景色を好み、須賀盛松に所在する最明寺に宿泊することになり、それにちなんで読んだ歌の「御宿」がそのまま地名になったと伝えられている。
短歌の詳細については、以下を参照。

### 沿革
- 1913年（大正2年）6月20日 - 御宿駅が開業。
- 1914年（大正3年）4月1日 - 御宿村が町制施行し御宿町となる。
- 1953年（昭和28年）5月18日 - 国道128号が制定。
- 1955年（昭和30年）3月31日 - 御宿町・布施村の大半（下布施と上布施の一部）・浪花村の一部（岩和田）が合併し、御宿町が発足。

### 行政区域変遷
- 変遷の年表

| 御宿町町域の変遷（年表） | 御宿町町域の変遷（年表） | 御宿町町域の変遷（年表） |
| 年                       | 月日                     | 現御宿町町域に関連する行政区域変遷 |
| ------------------------ | ------------------------ | --- |
| 1889年（明治22年）       | 4月1日                   | 町村制施行に伴い、以下の村がそれぞれ発足。 - 御宿村 ← 須賀村・浜村・高山田村・久保村 - 布施村 ← 上布施村・下布施村・実谷村・七本村・上布施実入会地 - 浪花村 ← 小池村・小沢村・岩船村・岩和田村 |
| 1914年（大正3年）        | 4月1日                   | 御宿村が町制施行し御宿町となる。 |
| 1955年（昭和30年）       | 3月31日                  | 御宿町・布施村の大半（下布施と上布施の一部）・浪花村の一部（岩和田）が合併し、御宿町が発足。                                                                                                   |

- 変遷表

| 御宿町町域の変遷表 | 御宿町町域の変遷表 | 御宿町町域の変遷表 | 御宿町町域の変遷表  | 御宿町町域の変遷表     | 御宿町町域の変遷表 | 御宿町町域の変遷表 | 御宿町町域の変遷表 |
| 1868年 以前        | 1868年 以前        | 明治22年 4月1日    | 明治22年 - 昭和19年 | 昭和20年 - 昭和64年    | 平成元年 - 現在    | 現在               |                    |
| ------------------ | ------------------ | ------------------ | ------------------- | ---------------------- | ------------------ | ------------------ | ------------------ |
|                    | 須賀村             | 御宿村             | 大正3年4月1日 町制  | 昭和30年3月31日 御宿町 | 御宿町             | 御宿町             |                    |
|                    | 浜村               | 御宿村             | 大正3年4月1日 町制  | 昭和30年3月31日 御宿町 | 御宿町             | 御宿町             |                    |
|                    | 高山田村           | 御宿村             | 大正3年4月1日 町制  | 昭和30年3月31日 御宿町 | 御宿町             | 御宿町             |                    |
|                    | 久保村             | 御宿村             | 大正3年4月1日 町制  | 昭和30年3月31日 御宿町 | 御宿町             | 御宿町             |                    |
|                    | 上布施村の一部     | 布施村 の一部      | 布施村の一部        | 昭和30年3月31日 御宿町 | 御宿町             | 御宿町             |                    |
|                    | 下布施村の一部     | 布施村 の一部      | 布施村の一部        | 昭和30年3月31日 御宿町 | 御宿町             | 御宿町             |                    |
|                    | 岩和田村           | 浪花村 の一部      | 浪花村の一部        | 昭和30年3月31日 御宿町 | 御宿町             | 御宿町             |                    |

## 人口
平成27年国勢調査より前回調査からの人口増減をみると、5.47％減の7,315人であり、増減率は県下54市町村中37位、60行政区域中43位。
| |                                        |  |
| 御宿町と全国の年齢別人口分布（2005年） | 御宿町の年齢・男女別人口分布（2005年） |  |
| ■紫色 ― 御宿町 ■緑色 ― 日本全国 | ■青色 ― 男性 ■赤色 ― 女性              |  |
| 御宿町（に相当する地域）の人口の推移 \| 1970年（昭和45年） \| 8,475人 \| \| \| 1975年（昭和50年） \| 8,484人 \| \| \| 1980年（昭和55年） \| 8,486人 \| \| \| 1985年（昭和60年） \| 8,267人 \| \| \| 1990年（平成2年） \| 7,939人 \| \| \| 1995年（平成7年） \| 8,129人 \| \| \| 2000年（平成12年） \| 8,019人 \| \| \| 2005年（平成17年） \| 7,942人 \| \| \| 2010年（平成22年） \| 7,738人 \| \| \| 2015年（平成27年） \| 7,315人 \| \| \| 2020年（令和2年） \| 6,874人 \| \| |                                        |  |
| 総務省統計局 国勢調査より |                                        |  |
| 1970年（昭和45年） | 8,475人                                |  |
| 1975年（昭和50年） | 8,484人                                |  |
| 1980年（昭和55年） | 8,486人                                |  |
| 1985年（昭和60年） | 8,267人                                |  |
| 1990年（平成2年） | 7,939人                                |  |
| 1995年（平成7年） | 8,129人                                |  |
| 2000年（平成12年） | 8,019人                                |  |
| 2005年（平成17年） | 7,942人                                |  |
| 2010年（平成22年） | 7,738人                                |  |
| 2015年（平成27年） | 7,315人                                |  |
| 2020年（令和2年） | 6,874人                                |  |

## 行政

### 町長
1955年に新設合併して以降の歴代町長を記載。
| 代                 | 氏名     | 就任年月日     | 退任年月日     |
| ------------------ | -------- | -------------- | -------------- |
| 町長職務（執行者） | 大地重直 | 1955年3月31日  | 1955年5月15日  |
| 1代                | 井上文吉 | 1955年5月16日  | 1967年5月14日  |
| 2代                | 岩井敏夫 | 1967年5月15日  | 1979年5月14日  |
| 3代                | 高梨秀治 | 1979年5月15日  | 1987年5月14日  |
| 4代                | 滝口栄蔵 | 1987年5月15日  | 1994年1月25日  |
| 5代                | 伊藤治昌 | 1994年3月13日  | 1998年3月12日  |
| 6代                | 加藤 長  | 1998年3月13日  | 2000年11月24日 |
| 7代                | 井上七郎 | 2000年12月24日 | 2008年12月23日 |
| 8代                | 石田義廣 | 2008年12月24日 | 現職           |

### 立法

#### 県政
- 千葉県議会
- 選挙区：勝浦市・夷隅郡選挙区
- 定数：1名

#### 国政
- 衆議院
  - 選挙区：全域が千葉県第11区に属する。
- 参議院
  - 選挙区：千葉県選挙区に属する。

## 経済

### 漁業
- 第2種漁港
  - 岩和田漁港（いわわだ - ）
- 第1種漁港
  - 御宿漁港（おんじゅく - ）

### 御宿の海女
御宿町は、三重県の志摩地方、石川県舳倉島とならび日本の三大海女地帯のひとつとしてあげられている。御宿の海女たちは、その昔に遭難したスペイン人たちを助けた人情味あふれる心意気を忘れず今に伝えている。
日に焼けた顔、逞しく健康美にあふれた体に、紺がすり、磯パンツ、ウケ樽など七つ道具を身につけた海女たちは、5月中旬から9月中旬までの4か月間黒潮に潜り、アワビ、サザエ、ワカメなどを採る。一回の作業（2時間）は“いっぽん”といわれ、このいっぽんを繰り返すのが“ひとっぺり”で、平均で一日にみっぺり（約6時間）ほど働いている。

## 姉妹都市・提携都市

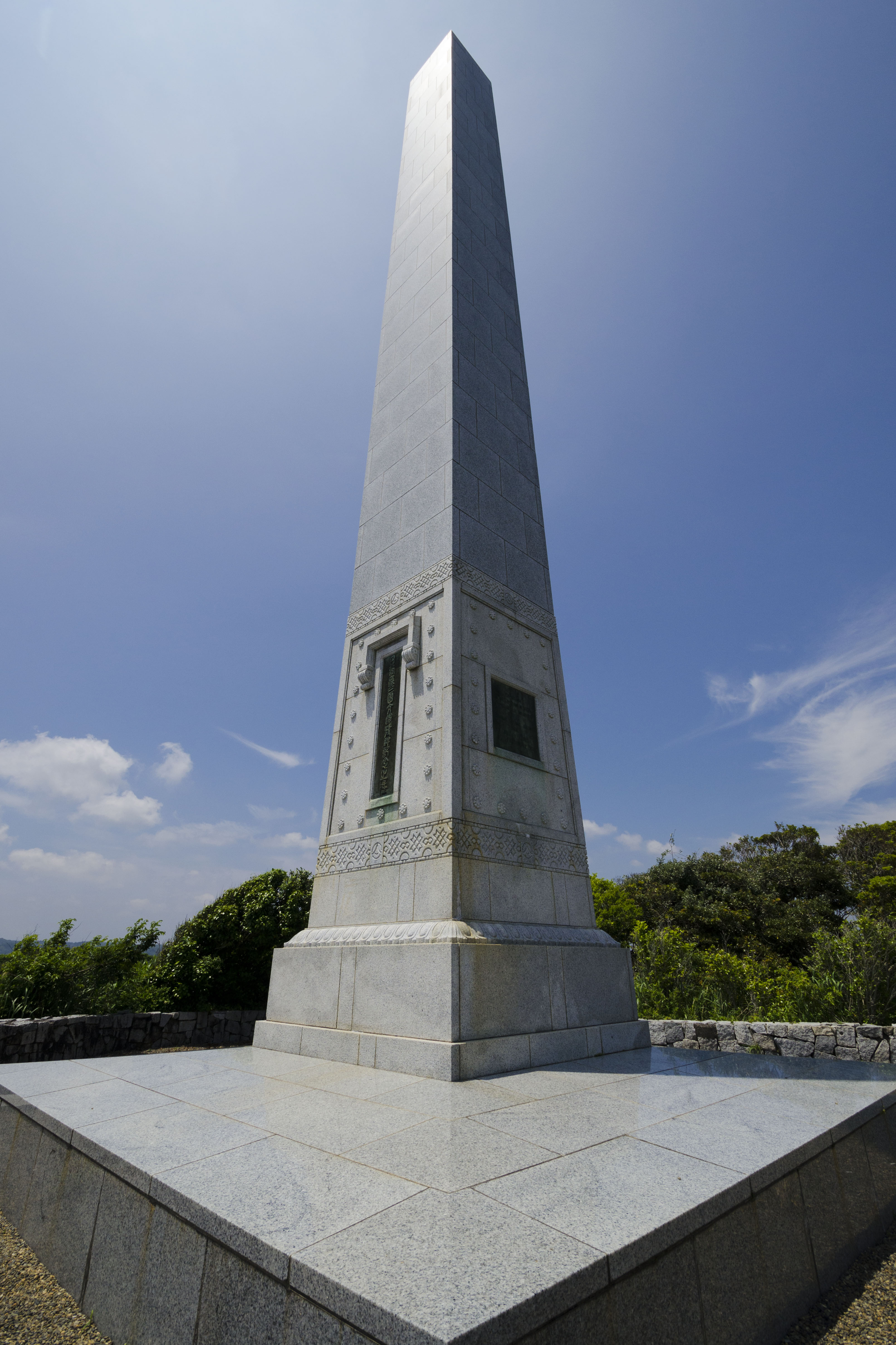
日西墨三国交通発祥記念之碑（メキシコ記念塔）

### 国内
- 野沢温泉村（長野県） - 1997年（平成9年）2月26日姉妹都市提携[10]。

### 国外
- アカプルコ市（メキシコ合衆国ゲレーロ州）

1978年8月7日、メキシコ国クエルナバカで開催された第15回国際姉妹都市会議に岩井敏夫町長と岩崎栄一郎町議会議長が出席、姉妹都市協定を締結する。
- テカマチャルコ（スペイン語版）市（メキシコ合衆国プエブラ州）

2013年10月23日、石田義廣町長ら「メキシコ友好親善使節団」がテカマチャルコを訪問し、姉妹都市協定を締結した。テカマチャルコはロドリゴ・デ・ビベロの生誕地である。

## 地域

### 教育
高等学校
- 中央国際高等学校 （中央高等学院の提携通信制高校。旧御宿高校跡地を使用）

中学校
- 御宿町立御宿中学校

小学校
- 布施学校組合立布施小学校

（学区はいすみ市の一部にもまたがっている）
- 御宿町立御宿小学校

### 施設
- 御宿郵便局
- 夷隅郡市広域市町村圏事務組合御宿分署
- 海洋生物環境研究所中央研究所
- 御宿霊園

宿泊施設
町内にはリゾートホテルや旅館などが点在する。
- 波月荘

## 交通

### 鉄道路線
中心となる駅：御宿駅
- 東日本旅客鉄道（JR東日本）
  - ■ 外房線
    - - 御宿駅 -

### バス路線
中心となるバス停留所：御宿駅

#### 高速バス
- 東京ルート（小湊鉄道・日東交通・京成バス）

御宿 ⇔ 市原鶴舞BT ⇔ バスターミナル東京八重洲（東京湾アクアライン経由）
◆市原鶴舞BTで羽田空港・横浜行高速バスに乗り換えができる。

#### 路線バス
- 小湊鉄道
  - 御宿駅 - 部原海岸 - 新官入口 - 塩田病院 - 勝浦駅（バイパス経由・本数少）
  - 御宿駅 - 部原海岸 - 勝浦市役所 - 塩田病院 - 勝浦駅（旧道経由）

### 道路
- 一般国道
  - 国道128号
- 一般県道
  - 千葉県道174号勝浦布施大原線
  - 千葉県道176号夷隅御宿線
  - 千葉県道232号御宿停車場線
  - 千葉県道273号上布施勝浦線

## 名所・旧跡・観光スポット・祭事・催事

### 名所・旧跡
- 春日神社
- 大宮神社
- 浅間神社
- 最明寺（御宿地名の由来[13]）
- 真常寺 - 虫封じのお参り
- 妙音寺
- メキシコ記念公園
  - 日西墨三国交通発祥記念之碑（メキシコ記念塔）

### 観光スポット
- 御宿海岸
  - 岩和田海水浴場
  - 御宿中央海水浴場
  - 浜海水浴場
- 御宿ウォーターパーク（御宿町立プール）

博物館
- 月の沙漠記念館（月の沙漠）
- 御宿町歴史民俗資料館
- レトロぶーぶ館・消防自動車館

温泉
- 御宿温泉 - 温泉評論家の郡司勇による全国2860ヶ所対象の「とろみの湯」評価にて全国第2位の評価をされている[14]。

### 祭事・催事
- ライフセービング大会（6月など）
- ビーチサッカー大会（7月）
- アームレスリング大会（8月）
- おんじゅく花火大会（8月上旬） - 御宿海岸で行われる花火大会。スターマイン、水中花火、キャラクターなど、個性的な形の花火が多い[15]。

### 文化財
千葉県指定登録文化財一覧。
| 番号 | 指定・登録 | 類別                   | 名称                   | 所在地                | 所有者または管理者 | 指定年月日      | 備考 |
| ---- | ---------- | ---------------------- | ---------------------- | --------------------- | ------------------ | --------------- | ---- |
| 1    | 県指定     | 有形文化財（歴史資料） | 紙本著色大多喜藩陣列図 | 夷隅郡御宿町久保2200  | 御宿町             | 平成7年3月14日  | 1巻  |
| 2    | 県指定     | 記念物（史跡）         | ドン・ロドリゴ上陸地   | 夷隅郡御宿町岩和田626 | 御宿町             | 昭和41年12月2日 |      |

## 出身著名人
- 岩瀬武司（実業家、衆議院議員、初代御宿村長）
- 伊藤庸二（海軍技術研究所技術官、無線技術者、光電製作所創業者）
- 貝塚ひろし（漫画家）[17]

## 関連有名人
- ロドリゴ・デ・ビベロ - フィリピン臨時総督。
  - 1609年9月30日（慶長14年9月3日）、フィリピンでの任務を終えてヌエバ・エスパーニャ（メキシコ）へ帰還する途中、乗船「サン・フランシスコ号」が田尻の浜で遭難し沈没。岩和田村（当時大多喜藩領）の人々が乗組員317人を救助した（死亡・行方不明者56名）。その後、乗組員は幕府が造らせたガレオン船で無事帰還した。1928年、この救助を記念して日西墨三国交通発祥記念之碑（メキシコ記念塔）が建設された。
- ホセ・ロペス・ポルティーヨ - メキシコ大統領。
  - ロドリゴ・デ・ビベロの救助に対する返礼として、1978年11月1日に御宿町と大多喜町を訪問した[18]。御宿町にはその名を記念してつけられた「ロペス通り」がある。
- 加藤まさを
  - 画家、詩人。学生時代、結核の保養のためしばしば御宿海岸を訪れ、その経験をもとに童謡「月の沙漠」を作詞したといわれる。その縁で、晩年を御宿町で過ごした。

## 舞台となった作品
※発表年順
- 月の沙漠（1923年）
- 小さなスーパーマン ガンバロン（1977年） - 筆頭スポンサー「ブルマァク」倒産に伴い制作が縮小されたため、第27話から最終回（第32話。なお再放送作品は除く）までの舞台となる。